# Reichssicherheitsdienst

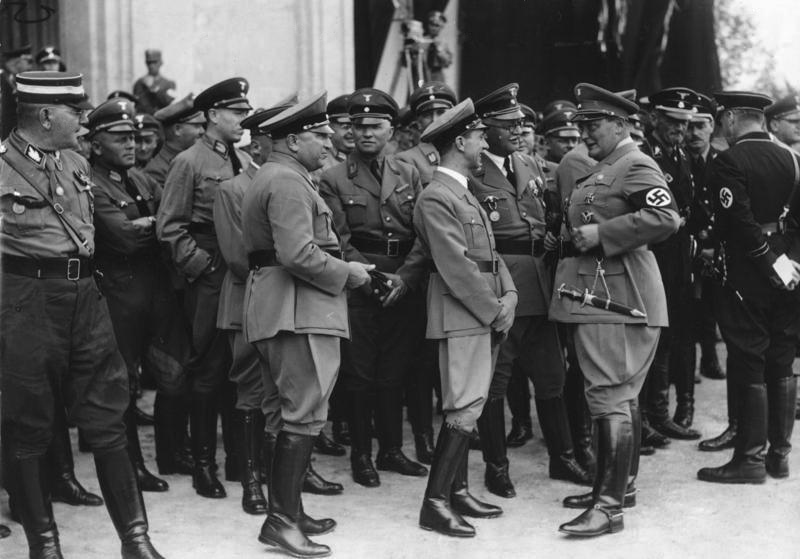
Il RSD tra gli altri dignitari all'arrivo di Goebbels e Göring a Norimberga nel 1936.

Il Reichssicherheitsdienst (RSD, "Servizio di sicurezza del Reich") fu una divisione delle SS con compiti di sicurezza. Nato come unità di guardie del corpo di Hitler, in seguito fornì gli uomini per la protezione anche degli altri leader di alto rango del regime nazista. Il gruppo, sebbene simile nel nome, era completamente separato dal Sicherheitsdienst, il servizio di intelligence prima delle SS, poi del partito nazista e successivamente della Germania nazista.
Nello specifico si occupò della sicurezza personale, delle indagini sui piani di omicidio, della sorveglianza dei luoghi prima dell'arrivo dei dignitari nazisti e del controllo degli edifici e degli ospiti. Il RSD poteva richiedere l'intervento di qualsiasi altra organizzazione delle SS e assumere il comando di tutte le Ordnungspolizei nello svolgimento del compito di protezione dei funzionari nazisti.

## Formazione
Fu fondato il 15 marzo 1933 come Führerschutzkommando (FSK, "Comando per la protezione del Führer") sotto il comando dell'allora SS-Standartenführer Johann Rattenhuber. Il suo vice fu Peter Högl. In origine fu incaricato di proteggere il Führer solo mentre si trovava entro i confini della Baviera e fu composto da investigatori della polizia bavarese, per poteva operare solo nella propria giurisdizione. La protezione di Hitler al di fuori della Baviera veniva affidata a una squadra di guardie del corpo di otto membri nota come SS-Begleitkommando des Führers, fondato il 29 febbraio 1932.
Hitler volle un gruppo di protezione ravvicinata più consistente mentre si trovava a Monaco, perché lì era nato il partito nazista, quindi qualsiasi complotto avrebbe avuto un significato particolare. Nella primavera del 1934 il Führerschutzkommando sostituì il SS-Begleitkommando per la protezione generale di Hitler in tutta la Germania. Nel 1935 la FSK contava 17 uomini, a cui si aggiunsero ulteriori 76 per proteggere altri membri di spicco del partito, tra cui Hermann Göring, Rudolf Hess, Joseph Goebbels e Heinrich Himmler, oltre a svolgere altri compiti relativi alla sicurezza.
Il FSK fu ribattezzato Reichssicherheitsdienst (RSD) il 1º agosto 1935. Himmler ottenne il pieno controllo dell'unità RSD nell'ottobre 1935. Anche se Himmler fu nominato comandante ufficiale, Rattenhuber rimase al comando e prese la maggior parte degli ordini da Hitler o dall'aiutante capo Julius Schaub. Quando Himmler ottenne il controllo amministrativo su RSD, le SS acquisirono influenza sugli appartenenti. Il SS-Begleitkommando fu ampliato e divenne noto come Führerbegleitkommando. L'FBK continuò sotto un comando separato fino all'aprile 1945 e continuò a sovrintendere alla rigorosa protezione personale di Hitler.

## Ruolo prebellico

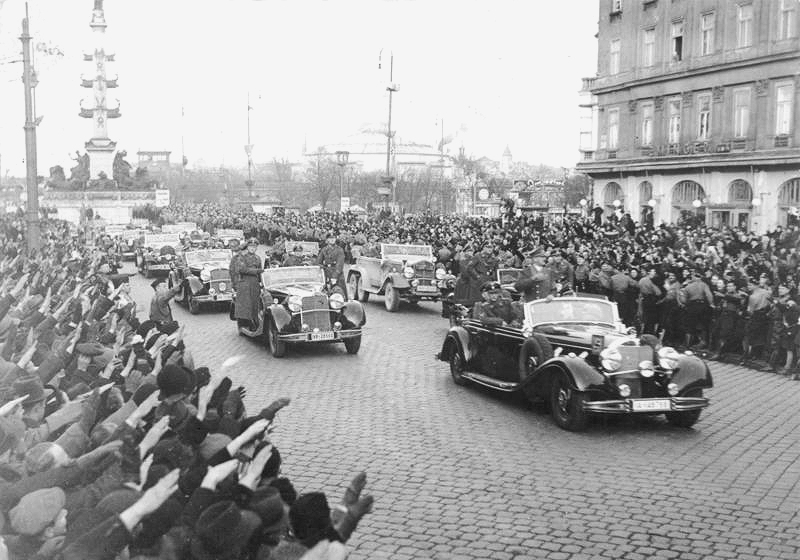
Il corteo di Hitler scortato da FBK e RSD dietro la sua auto, mentre si dirigono verso il centro della città di Vienna nel 1938.

RSD e FBK lavorarono insieme per la sicurezza e la protezione personale sia durante i viaggi che gli eventi pubblici di Hitler, pur operando come due gruppi separati. In queste occasioni, Rattenhuber sarebbe stato al comando generale e il capo FBK avrebbe agito come suo vice. Prima di un viaggio, il RSD aveva la responsabilità di controllare il percorso, gli edifici lungo il percorso e i luoghi che Hitler doveva visitare. L'ufficio locale della Gestapo avrebbe fornito i rapporti di intelligence, insieme alle informazioni su eventuali voci di assassinio. Per i cortei, dopo la Mercedes-Benz di Hitler ci sarebbero due auto a sinistra e a destra, una con uomini FBK e l'altra con uomini RSD.
Nel 1936 una risoluzione dell'Oberkommando der Wehrmacht conferì ai membri di RSD lo status di ufficiali della Wehrmacht con autorità che includevano poteri e privilegi giurisdizionali aggiuntivi: fu formalmente denominato come Reichssicherheitsdienst Gruppe Geheime Feldpolizei z. b. V. Furono considerati ufficiali di polizia militare tecnicamente appartenenti allo staff di Himmler, con il personale che indossò l'uniforme delle SS con il diamante Sicherheitsdienst (SD) sulla manica in basso a sinistra. Coloro che erano idonei a rivendicare l'appartenenza alle SS potevano unirsi a RSD e tutti gli ufficiali dovevano dimostrare di essere di sangue tedesco. Nel 1937 tutti gli ufficiali di RSD furono nominati membri delle SS rompendo così il legame con l'esercito regolare. In quell'anno, il RSD contò 100 uomini nei suoi ranghi.

## Operazioni in tempo di guerra
Allo scoppio della seconda guerra mondiale, il RSD arrivò ad avere 200 uomini che proteggevano Hitler ed agli altri membri del governo e della cerchia ristretta mentre viaggiavano per l'Europa occupata. Nel 1944 ci furono diciassette unità RSD per la protezione dell'alta dirigenza.
In qualità di comandante di RSD Rattenhuber rispondeva della sicurezza del quartier generale di Hitler sul campo. In particolare, un battaglione sorvegliava la cosiddetta tana del lupo vicino alla città di Rastenburg, l'attuale Kętrzyn in Polonia. Il vice di Rattenhuber, Peter Högl, fu nominato capo del dipartimento I di RSD (responsabile della quotidiana protezione personale di Hitler durante la guerra). La "tana del lupo" aveva tre zone di sicurezza: il cuore fu la Sperrkreis 1 (zona di sicurezza 1), circondata da recinzioni in acciaio e sorvegliata da uomini di RSD e FBK. Conteneva il bunker di Hitler e altri dieci bunker mimetizzati, costruiti con cemento armato spesso 2 metri. Hitler vi arrivò per la prima volta il 23 giugno 1941 e partì per l'ultima volta il 20 novembre 1944. In quei tre anni e mezzo vi trascorse più di 800 giorni complessivi.
All'inizio del 1945 la situazione militare della Germania fu sull'orlo del collasso totale. Nel gennaio 1945 Rattenhuber accompagnò Hitler e il suo entourage nel complesso di bunker sotto il giardino della Cancelleria del Reich di Berlino. La FBK e il resto dello staff personale di Hitler si trasferirono nel Vorbunker e nel Führerbunker. Gli uomini di FBK e RSD risiedevano fuori dagli ingressi del Führerbunker. L'ingresso principale fu una scala costruita ad angolo retto che scendeva dal Vorbunker. Scesa la scala e raggiunta la sezione inferiore, gli uomini di RSD e FBK si piazzavano in una stanza di guardia per controllare l'identità e perquisire le valigette prima che il personale potesse accedere nel corridoio del Führerbunker vero e proprio.
Per la dirigenza nazista fu chiaro che la battaglia di Berlino, iniziata alla fine di aprile, avrebbe rappresentato la battaglia finale della guerra. Il 27 aprile 1945 Högl fu inviato a cercare l'uomo di collegamento di Himmler, il SS-Gruppenführer Hermann Fegelein, che aveva abbandonato il suo posto al Führerbunker. Fegelein fu catturato dalla RSD di Högl nel suo appartamento di Berlino mentre indossava abiti civili e si preparava a fuggire in Svezia o in Svizzera. Portava con sé contanti, tedeschi e stranieri, e gioielli, alcuni dei quali appartenevano a Eva Braun. Högl scoprì anche una valigetta contenente dei documenti con le prove dei tentativi di negoziati di pace di Himmler con gli alleati occidentali.
Fegelein fu riportato al Führerbunker e fucilato il 28 aprile. Dopo il suicidio di Hitler il 30 aprile, Rattenhuber e gli altri ufficiali di RSD furono fatti prigionieri dall'Armata Rossa sovietica il 1º maggio 1945 durante un tentativo di fuga dal centro di Berlino. Dopo la fine della guerra Rattenhuber scontò 10 anni di prigione prima di essere rilasciato dai sovietici il 10 ottobre 1955.